# 臺北府照磨
台北府照磨為台灣清治時期的地方官員，該官職主要從事台北府內收支審計的監督工作，始設於1889年，台北正式設府之後。

## 歷任
| # | 姓名   | 任職日期(西曆) | 任職日期(中曆) |
| - | ------ | -------------- | -------------- |
| 1 | 李忠文 | 1889年         | 光緒十五年     |
| 2 | 劉文鷺 | 1890年         | 光緒十六年     |

## 外部來源
- 劉寧顏編，《重修台灣省通志》，臺北市，台灣省文獻委員會，1994年。